# Porcellio humberti
Porcellio humberti är en kräftdjursart som beskrevs av Paulian de Felice1941. Porcellio humberti ingår i släktet Porcellio och familjen Porcellionidae. Inga underarter finns listade i Catalogue of Life.